# 런던 라이트닝
런던 라이트닝(London Lightning)는 온타리오주 런던을 연고지로 하는 NBL 캐나다 센트럴 디비전 소속 프로 농구 팀이다.

## 역대 홈경기장
| 런던 라이트닝   |             |                 |      |
| 경기장          | 사용기간    | 장소            | 비고 |
| 버드와이저 가든 | 2011년~현재 | 온타리오주 런던 | 빈칸 |

## 참조
1. ↑  시즌의 뒷 해로 표기. 2006-2007 시즌의 경우 2007로 표기.